# Marsilea minuta
Marsilea minuta là một loài dương xỉ trong họ Marsileaceae. Loài này được L. mô tả khoa học đầu tiên năm 1771.

## Hình ảnh

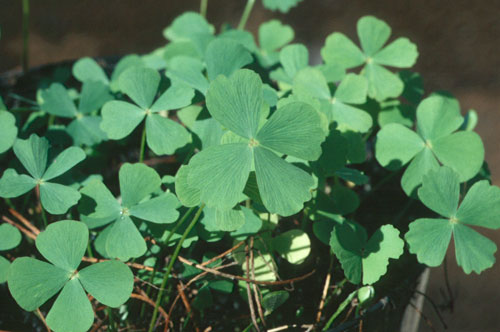